# Коршев (Ровненская область)
Коршев (укр. Коршів) — село в Здолбицкой сельской общине Ровненского района Ровненской области Украины.
До 2020 года входило в Здолбуновский район.
Население по переписи 2001 года составляло 218 человек. Почтовый индекс — 35711. Телефонный код — 3652. Код КОАТУУ — 5622687002.